# Interparking
 (juin 2025).
Interparking SA/N. V. est un opérateur européen du secteur du stationnement urbain. Fondée en 1958 à Bruxelles, en Belgique, la société conçoit, développe et gère des parkings hors voirie et sur voirie dans plusieurs pays européens.

## Histoire
Interparking a été fondé en 1958 pour l'Exposition universelle de Bruxelles ( Expo 58 ) , avec son premier parking à plusieurs niveaux. Au fil des décennies, la société s’est étendue à travers l’Europe et est aujourd'hui active dans neuf pays. En 2024, l'entreprise a signé un accord stratégique historique avec l'opérateur de stationnement espagnol Saba Infraestructuras. Sous réserve de l'approbation réglementaire, le groupe combiné opérera dans 16 pays, gérant plus de 2 000 parkings et près de 800 000 places, y compris ses premières opérations en Amérique du Sud. Le 16 juin 2025, la Commission européenne a autorisé l'acquisition de Saba par Interparking, en dehors de l'Italie. La décision de l’Autorité de la concurrence italienne est encore en attente pour ce dernier pays.

## Aperçu historique: les étapes clés du développement

### Les années de formation d'Interparking
L'aventure d'Interparking a débuté en 1958, à la suite du boom économique d'après-guerre à Bruxelles et au moment de l'Exposition universelle de Bruxelles de la même année. Le premier parking de la société, Parking 58, a rapidement rencontré le succès, accueillant aussi bien les agents de la bourse, les amateurs de théâtre que les acheteurs. Cette demande précoce a conduit à un moment charnière : la décision du gouvernement belge de reconstruire le quartier du Mont des Arts, y compris la Bibliothèque royale et un Palais des congrès qui avait besoin d'un parking. Claude De Clercq, fondateur d'Interparking, obtient ce contrat, donnant ainsi naissance au parking Albertine, toujours en activité aujourd'hui.

### Croissance précoce et projets internationaux
En 1962, le potentiel d'Interparking attire l'attention de l'homme d'affaires bruxellois  Charly De Pauw, qui acquiert une participation de 50 %, scellée par une simple poignée de main. Ce partenariat a contribué à consolider le succès croissant de Parking 58. La première étape internationale de l'entreprise a eu lieu en 1965 avec un premier parking à Rotterdam, suivie d'une implantation significative à Berlin en 1967 avec la reprise du parking à étages de l'Europa-Center. En 1969, la position d'Interparking était fermement établie en Belgique, s'associant même au groupe pétrolier BP.

### Expansion à travers l'Europe et leadership familial
Les années 1970 marquent une expansion majeure. Interparking a étendu sa présence allemande en acquérant Continental Parking ( Contipark ) et sa filiale autrichienne. Seulement 13 ans après sa fondation, Interparking était déjà actif en Belgique, en Allemagne, en Autriche et aux Pays-Bas. Cette décennie voit également Yves De Clercq, le fils de Claude, rejoindre l'entreprise. Il travaillera plus tard en étroite collaboration avec son père, devenant finalement directeur général en 2003 et, aux côtés de son beau-frère Baudouin Ruquois, dirigera une grande partie de la croissance internationale d'Interparking.

### Acquisitions stratégiques
La période de 1979 à 1990 a été marquée par une expansion étrangère décisive, Contipark acquérant des parkings auprès d'acteurs majeurs comme Deutsche Shell et BP Deutschland. Interparking s'est concentré sur les concessions à long terme, reconnaissant les investissements importants nécessaires pour des parkings de qualité. Parallèlement, l'entreprise a poursuivi sa croissance en Belgique, notamment à l'aéroport de Bruxelles, où ses 10 parkings forment désormais le plus grand complexe de stationnement du pays avec 13.000 places.

### La présence européenne se poursuit dans le nouveau millénaire
La portée internationale d'Interparking s'est poursuivie dans les années 1990, avec son entrée en Europe du Sud, et notamment en Espagne en 1992 et en Italie. Une acquisition notable en Italie a été le parking de l'île artificielle du Tronchetto à Venise, qui est devenu le plus grand parking individuel d'Interparking avec 3 957 places. Sous la direction d'Yves De Clercq, l'entreprise s'est développée davantage en Roumanie et en Pologne dans les années 2010, en maintenant une approche pragmatique de l'entrée sur le marché. En 2024, l'entreprise a établi une alliance stratégique majeure avec l'opérateur de stationnement espagnol, Saba Infraestructuras, et une fois l'approbation réglementaire obtenue, le groupe unifié opérera dans 16 pays.

## Expertise et secteurs de marché
Les compétences clés d'Interparking couvrent l'ensemble du cycle de vie des solutions de stationnement. L'entreprise conçoit des installations de stationnement innovantes adaptées aux besoins des clients, mettant l'accent sur une circulation optimale et une utilisation de l'espace avec des pratiques durables. L'entreprise construit également des structures modernes, utilisant les ressources de manière responsable et respectant des réglementations complexes tout en adhérant aux principes de durabilité. De plus, elle exploite ces installations en garantissant des normes élevées de sécurité, de service et de commodité tout au long de leur durée de vie.
Parallèlement aux nouvelles constructions, Interparking acquiert activement des emplacements de premier ordre, en s'appuyant sur sa connaissance du marché pour sécuriser des propriétés de haute qualité avec un potentiel d'optimisation important.
L'entreprise modernise également les parkings existants grâce à des dispositifs d'éclairage économe en énergie, l'amélioration de la circulation et l'installation de bornes de recharge, garantissant ainsi leur attrait et leur efficacité à long terme.
Ces capacités complètes permettent à Interparking de servir un large éventail de secteurs de marché, notamment :
- les aéroports
- les centres-villes
- les bureaux
- les hôpitaux
- les gares
- les zones résidentielles
- les centres commerciaux
- les ports / croisières

## Présence européenne (2024)
Interparking opère dans neuf pays européens, gérant 1 019 sites dans 406 villes et un total de 435 810 places de stationnement. Répartition par pays : 
- Allemagne : 437 sites – 100 717 hors voirie, 19 692 en voirie
- Pays-Bas : 111 sites – 55 571 hors voirie
- Belgique : 108 sites – 46 388 hors voirie
- France : 76 sites – 25 532 hors voirie, 4 060 en voirie
- Italie : 125 sites – 23 721 hors voirie, 93 487 en voirie
- Espagne : 67 sites – 28 362 hors voirie, 565 en voirie
- Pologne : 47 sites – 21 379 hors voirie, 528 en voirie
- Autriche : 42 sites – 12 233 hors voirie, 551 en voirie
- Roumanie : 6 sites – 3 024 hors voirie [9][source insuffisante]

## Performance financière
En 2024, Interparking annonce avoir réalisé un chiffre d'affaires record de 598,5 millions d'euros et un EBITDA économique de 174,5 millions d'euros.

## ESG et durabilité
Interparking annonce avoir obtenu un score de 92% au GRESB (Global Real Estate Sustainability Benchmark[Quoi ?]) en 2024.
Chiffres clés du développement durable :
- 6 316 places dédiées aux véhicules électriques ou hybrides
- 263 European Standard Parking Awards (ESPA)[Quoi ?]
- 135 poumons dans la ville, neutralisant jusqu'à 70 % des particules, 40 % des particules fines et 20 % des particules ultrafines[10]
- Certification « Taking Climate Action » maintenue dans les neuf pays d'exploitation (anciennement connue sous le nom de CO₂ neutre)[11]

Les objectifs stratégiques comprennent, entre autres, l'équipement de 12,5 % des espaces hors voirie avec des chargeurs de véhicules électriques d'ici 2030, le doublement de la capacité de stationnement des vélos d'ici 2035 et le maintien de la neutralité carbone pour les émissions de portée 1, 2 et une partie de la portée 3.

## Innovation et transformation numérique
Interparking continue d'innover avec des services comme Pcard+ et l'application Pcard, qui intègre désormais la reconnaissance des plaques d'immatriculation, la recharge des véhicules électriques, la disponibilité des places en temps réel et le paiement sans contact.

## Gouvernance[12]

### Direction exécutive
- Roland Cracco – Président-directeur général (PDG)
- Édouard de Vaucleroy – Directeur Financier (CFO)
- Élisabeth Roberti – Secrétaire générale
- Arnaud Baijot – Responsable Fusions & Acquisitions Groupe

### Conseil d'administration (à compter de 2024)
- Serge Fautré – Président
- Roland Cracco – PDG
- Marc Van Begin
- Bart Saenen
- Jan Jacob van Wulfften Palthe
- Amand Benoît D'Hondt
- Karel Tanghe
- Piet Coelewij